# القوات المسلحة الهندية
القوات المسلحة الهندية (بالهندية: भारतीय सशस्‍त्र सेनाएँ, Bhāratīya Saśastra Sēnāēn) هي القوة العسكرية لجمهورية الهند. تتألف من القوة البحرية، الجيش الهندي والقوات الجوية، بدعم من بقوات الشرطة المسلحة المركزية. وخفر السواحل الهندي وقوات الحدود الخاصة والعديد من القيادات والمؤسسات بين الخدمات مثل قيادة القوات الاستراتيجية وقيادة أندامان ونيكوبار وهيئة الدفاع المتكاملة، رئيس الهند هو القائد الأعلى للقوات المسلحة الهندية، ولكن السلطة التنفيذية والمسؤولية عن الأمن القومي منوطة برئيس وزراء الهند ووزراء مجلس الوزراء المختارين، والقوات المسلحة الهندية هي تحت إدارة وزارة الدفاع في حكومة الهند، تحتفظ الهند بثالث بواحدة من القوى العسكرية الأكبر في العالم مع ما يقرب من 1.4 مليون مجند نشط  فهي ثاني أكبر قوة عسكرية في العالم  كما أنها تمتلك ثالث أكبر ميزانية دفاعية في العالم، مع إنفاق إضافي على البنية التحتية في المناطق الحدودية والمنظمات شبه العسكرية. يصنفها تقرير مؤشر القوة النارية العالمية على أنها رابع أقوى جيش.
الهند تحافظ على معاهدة التعاون الدفاعي مع روسيا، إسرائيل وفرنسا، والذين هم أكبر موردي أسلحة. أشرفت منظمة ابحاث الدفاع والتنمية على تطوير الأسلحة المعقدة والمعدات العسكرية محليا، بما فيها الصواريخ البالستية، وطائرات مقاتلة والدبابات الرئيسية الحربية لتقليل اعتماد الهند علي الواردات الأجنبية. أصبحت الهند قوة نووية في عام 1974 بعد إجراء تجربة نووية أولية، عملية بوذا المبتسم، وأجرت مزيد من التجارب تحت الأرض في عام 1998. احتفظت الهند بالسياسة النووية «عدم البدء بالاستخدام» وفي 10 أكتوبر 2008 وقعت اتفاقية التعاون النووي المدني بين الهند والولايات المتحدة، قبل تلقي الهند لوثيقة التنازل من الوكالة الدولية للطاقة الذرية لانهاء القيود الدولية المفروضة علي التجارة والتكنولوجيا النووية والتي بها أصبحت الهند بحكم الواقع سادس أكبر قوة نووية في العالم.[بحاجة لمصدر]
شاركت القوات المسلحة الهندية في عدد من العمليات العسكرية الكبرى، بما في ذلك: الحروب الهندية الباكستانية في أعوام 1947 و1965 و1971، والحرب البرتغالية الهندية، والحرب الصينية الهندية، وحادثة تشو لا عام 1967، والمناوشة الصينية الهندية عام 1987، وحرب كارجيل  ونزاع سياشين وغيرها. تكرم الهند قواتها المسلحة وأفرادها العسكريين سنويًا في يوم علم القوات المسلحة، 7 ديسمبر. القوات المسلحة الهندية المسلحة بالثالوث النووي، تخضع بشكل مطرد للتحديث، مع الاستثمارات في مجالات مثل أنظمة الجنود المستقبلية وأنظمة الدفاع الصاروخي.

## أسلحة الدمار الشامل

### الأسلحة الكيميائية والبيولوجية
في عام 1992 وقعت الهند اتفاقية الأسلحة الكيميائية، مشيرا إلى أنه لم يكن لديه أسلحة كيماوية أو القدرة على تصنيع أسلحة كيميائية. عن طريق القيام بالتوقيع أصبحت الهند واحدة من الموقعين الأصليين من اتفاقية الأسلحة الكيميائية [الأسلحة الكيميائية] في عام 1993، وصدقت عليها في 2 أيلول 1996. وفي يونيو 1997، أعلنت الهند مخزونها من الأسلحة الكيميائية (1,044 طن من خردل الكبريت). بحلول نهاية عام 2006، كانت الهند قد دمرت أكثر من 75٪ من الأسلحة الكيميائية / من مخزونها وحصل على تمديد مدة لتدمير المخزونات المتبقية بحلول أبريل 2009، وكان من المتوقع أن يدمر 100٪ من مخزونه خلال تلك الفترة الزمنية. وأبلغت الهند الأمم المتحدة في مايو 2009 أنها دمرت مخزونها من الأسلحة الكيميائية وفقا لاتفاقية الأسلحة الكيميائية الدولية. مع ذلك أصبحت الهند الدولة الثالثة اللتي تقوم بتدمير كامل مخزونها مت الاسلحة الكيميائية بعد كوريا الجنوبية وألبانيا. تم التحقق عبر هذا من قبل مفتشي الأمم المتحدة.
وقد صادقت الهند على اتفاقية الأسلحة البيولوجية (يناير 1973) وتعهدات بالتقيد بالتزاماتها. لا يوجد دليل واضح، ظرفية أو غير ذلك، يشير بشكل مباشر نحو برنامج الأسلحة البيولوجية الهجومية. الهند لا تمتلك القدرات العلمية والبنية التحتية لإطلاق مثل هذا البرنامج الهجومية، ولكن اختارت عدم القيام بذلك.

### الأسلحة النووية
وحازت الهند على الأسلحة النووية منذ عام 1974. وقد تم لها الاختبار النووي الأخير في 11 أيار 1998، عندما بدأت عملية شاكتي (بوخران-II) مع تفجير قنبلة الانصهار واحدة وثلاث قنابل الانشطارية. في 13 أيار 1998، تم تفجير عبوتين انشطاريتين إضافية.
الهند، ومع ذلك، تحتفظ الهند بسياسة الردع النووي ضد الخصوم النووية. عقيدة الهند النووية يتوخى بناء الحد الأدنى من الردع للحفاظ على قدرة الرد بالضربة الثانية التي سوف تكون ضخمة ومصممة للحث على الضرر غير مقبول على العدو. الهند هي على وشك أن تصبح واحدة من الدول الأربع فقط في العالم لامتلاك ثالوث نووي. وتشمل الصواريخ النووية في الهند على بريثفي، وأغني، وShaurya، Sagarika، دانوش، وغيرها. أجرت الهند أولى تجاربها مع اجنى-V، والتي يمكن أن تحمل رأسا نوويا إلى الشرق الأقصى مثل الصين وجميع من في الغرب في عمق أوروبا مع مدى 5000 كم، في أبريل 2012، والاختبار الثاني في سبتمبر 2013 . اجنى-VI، مع مجموعة وينظر من 6000-8000 كم هو أيضا قيد التطوير مع ميزات مثل الرؤوس الحربية استهدافها إعادة دخول متعددة بشكل مستقل (MIRVs).
الهند لديها أيضا الطائرات القاذفة مثل توبوليف 142 وكذلك طائرات مقاتلة سوخوي سو مثل 30MKI، داسو ميراج 2000، من طراز ميج 29 و HAL تيجاس قابلة للتزود بقنابل وصواريخ مزودة برؤوس نووية. بما أن الهند ليس لديها إستراتيجية أول استخدام نووي ضد العدو، يصبح من المهم الحماية من الضربة الأولى. ويجري تطوير هذه الحماية في شكل نظام الدفاع الصاروخي المضاد للصواريخ الباليستية.
تسيطر على القيادة النووية الإستراتيجية في الهند الرؤوس الحربية البرية برنامجها النووي، في حين تسيطر القوات البحرية والصواريخ والسفن البحرية ومقرها سلاح الجو الرؤوس الحربية الجوية القائم. تم نشر الرؤوس الحربية النووية في الهند في خمسة مجالات هي:
1. المحمول سفينة مقرها، مثل دانوش. (التشغيلي)
2. المحمول، مثل اجنى البرية. (التشغيلي)
3. صوامع تحت الأرض ثابتة (التشغيلي)
4. غواصة مبنية، مثل Sagarika. (التشغيلية النووية لكن عملية تسليم حمولة الصاروخ في التنمية)
5. الرؤوس القائم على القوة الجوية الإستراتيجية القاذفة للقوات الجوية الهندية 'مثل داسو ميراج 2000 وجاكوار (التشغيلي)

## بحوث والتنمية
البحوث والتنمية منظمة الدفاع (منظمة تطوير الابحاث الدفاعية) هي وكالة تابعة لجمهورية الهند، المسؤولة عن تطوير تكنولوجيا للاستخدام من قبل الجيش، ومقرها في نيودلهي، الهند. تم تشكيلها في عام 1958 من خلال اندماج للمؤسسة التطوير التقني ومديرية التنمية والإنتاج الفني مع منظمة علوم الدفاع. منظمة تطوير الابحاث الدفاعية لديها شبكة من 52 المختبرات التي تعمل في مجال تطوير التكنولوجيات الدفاعية التي تغطي مختلف المجالات مثل الطيران، والأسلحة، والعلوم الإلكترونية والكمبيوتر، وتنمية الموارد البشرية، وعلوم الحياة والمواد والصواريخ، وتطوير المركبات القتالية والبحوث البحرية والتنمية. وتضم المنظمة أكثر من 5000 من العلماء وحوالي 25,000 الكوادر العلمية والتقنية ودعم الآخرين. وقدرت ميزانية التشغيل السنوية للمنظمة تطوير الابحاث الدفاعية في (2011-12) 1.6 مليار دولار.

### الحرب الإلكترونية المعدات العسكرية
وكان برنامج الكترونيات الطيران في منظمة تطوير الابحاث الدفاعية في قصة نجاح مع أجهزة الكمبيوتر مهمتها واستقبال رادار للإنذار والتوجيه دقة عالية القرون إيجاد والرادار ذي الفتحة الاصطناعية، أحدث رادار المصفوفة على مراحل، والتشويش المحمولة جوا وأجهزة الطيران في استخدامها عبر مجموعة واسعة من طائرات سلاح الجو الهندي والأقمار الصناعية. مختبرات منظمة تطوير الابحاث الدفاعية قد وضعت العديد من أنظمة الحرب الإلكترونية لسلاح الجو والجيش الهندي وأنظمة السونار عالية الأداء للقوات البحرية.
كما وضعت منظمة تطوير الابحاث الدفاعية الأخرى العتاد العسكري الحاسم، مثل أرجون دبابة قتال رئيسية، وتعمل في مجال تطوير مركبة قتال المشاة المستقبل، و«أبهاي». ومنظمة تطوير الابحاث الدفاعية هو أيضا عضو في فرق المحاكمات للترقية T-72 وأنظمة السيطرة على الحرائق فيها. انساس، الهند بحكم الواقع القياسية عائلة الأسلحة الصغيرة بما في ذلك بندقية هجومية ومدافع رشاشة خفيفة وكاربين، والمتقدمة في أبحاث التسلح ومؤسسة التنمية ومختبر منظمة تطوير الابحاث الدفاعية. كما عملت ARDE على تطوير Pinaka متعدد برميل قاذفة الصواريخ التي يبلغ أقصى مدى 39-40 كيلومترا، ويمكن أن تطلق وابلا من 12 صاروخا شديدة الانفجار في 44 ثانية، وتحييد المنطقة المستهدفة من 3.9 square.km. كان هذا المشروع واحدا من أول مشاريع الدفاع الهندية الكبرى إشراك القطاع الخاص.

### برنامج تطوير الصواريخ

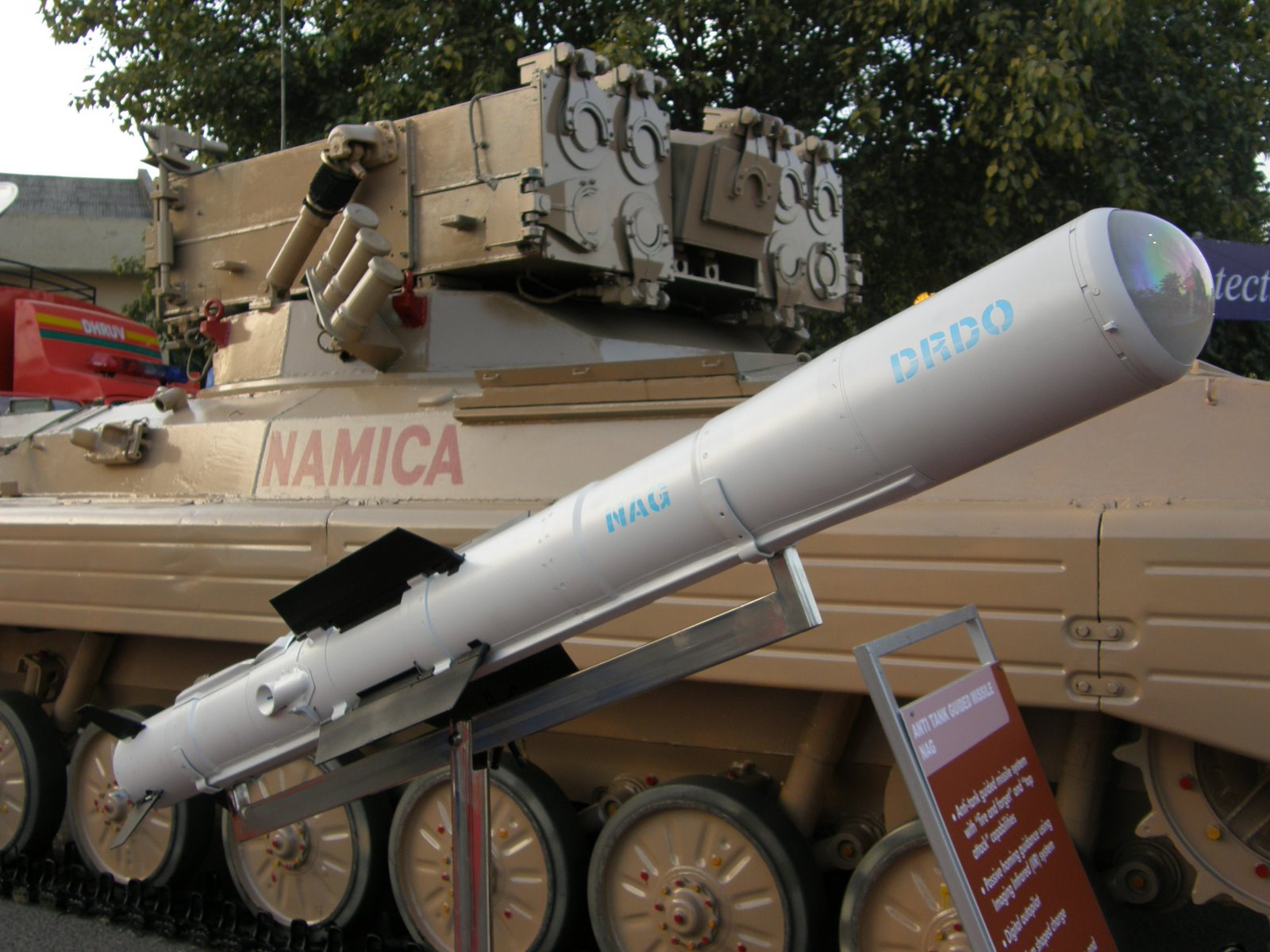
منظمة تطوير الابحاث الدفاعية المدمج الجيل 3-ATGM صاروخ نجع

منظمة تطوير الابحاث الدفاعية أعدم الإرشادية المتكاملة برنامج تطوير الصواريخ (IGMDP) لتطوير القدرة على تطوير وتصميم الصواريخ محليا، وتصنيع مجموعة واسعة من أنظمة الصواريخ لخدمات الدفاع الثلاثة. وقد شهد البرنامج نجاحا كبيرا في اثنين من أهم مقومات - صواريخ أجني وصواريخ بريثفي، في حين أن اثنين من برامج أخرى، شهدت عكاش SAM والمضادة للدبابات الصواريخ نجع أوامر كبيرة. وكان آخر مشروع كبير للمنظمة تطوير الابحاث الدفاعية أسترا-أبعد مدى الرؤية صاروخ جو-جو (BVR)، لتجهيز المقاتلين الهواء التفوق جبهة العمل الإسلامي. كانت جوهرة التاج من منظمة تطوير الابحاث الدفاعية برنامج براهموس (كمشروع مشترك مع روسيا NPO)، والذي يهدف إلى خلق مجموعة من صاروخ كروز أسرع من الصوت المستمدة من نظام Yakhont. كانت منظمة تطوير الابحاث الدفاعية مسؤولة عن النظم الملاحية على براهموس، جوانب من الدفع، وطالب هيكل الطائرة، وأنظمة مكافحة الحرائق، ومراكز القيادة المتنقلة الناقل المركب قاذفة.
وكتبت وزارة الدفاع الأمريكية (البنتاغون) أن وزارة الدفاع الهندية (وزارة الدفاع)، واقتراح البلدين تتعاون معا في تطوير نسخة الجيل القادم من الرمح الصواريخ المضادة للدبابات.

### طائرات بدون طيار
وقد وضعت منظمة تطوير الابحاث الدفاعية أيضا العديد vehicles- بدون طيار مثل الطائرات بدون طيار التكتيكية نيشانت واكشيا بدون طيار استهداف الطائرات (PTA). وقد أمر اكشيا منطقة التجارة التفضيلية في جميع خدمات ثلاثة لمتطلبات التدريب هدفهم المدفعية. الجهود على تطوير منطقة التجارة التفضيلية أبعد من ذلك، مع تحسين كل نظام التحكم في الطيران الرقمية، ومحرك نفاث أفضل. ومنظمة تطوير الابحاث الدفاعية يجري أيضا قدما في خططها لتطوير فئة جديدة من الطائرات بدون طيار، التي أشار إليها هيل (ارتفاع عال طويل التحمل) وذكر (متوسطة الارتفاع التحمل الطويل) التسميات. وقد ذكر أن الطائرات بدون طيار اسمه مبدئيا رستم، وسوف تعرض الإشاعات الكاذبة وتحمل مجموعة من الحمولات، بما في ذلك يظهروا، الرادار، المميزان الليزر والإدارة السليمة بيئيا. فإن الطائرات بدون طيار لها الهبوط التقليدي وتقلع القدرة. سوف هيل الطائرات بدون طيار لديها ميزات مثل وصلات SATCOM، والسماح لها أن أمر ما وراء خط الأفق. خطط مؤقتة أخرى تتحدث عن تحويل LCA إلى UCAV (بدون طيار المركبات الجوية المقاتلة)، والطائرات بدون طيار إلى سلاح مثل هالة.

### البرامج المستقبلية
ومن المعروف أيضا أن منظمة تطوير الابحاث الدفاعية يعمل على عدد كبير من أسلحة الطاقة الموجهة (الندى) وحددت الندى، جنبا إلى جنب مع أمن الفضاء، الأمن السيبراني، والمركبات تفوق سرعتها سرعة الصوت / صواريخ كمناطق التركيز في السنوات ال 15 المقبلة. وكانت وزارة الدفاع في عام 2010 صاغ 15 عاما «تقنية المنظور وخارطة الطريق»، التي عقدت تطوير الأسلحة المضادة للسواتل «لتدمير الإلكتروني أو المادي من الأقمار الصناعية في كل من ليو (2000 كم الارتفاع فوق سطح الأرض) والمدار المتزامن مع الأرض أعلى» كمنطقة التوجه في خطة منظور متكامل على المدى الطويل تحت إدارة منظمة تطوير الابحاث الدفاعية. ومن المتوقع أن تتم بحلول نهاية عام 2013 فرط تقنية معيد السيارات (HSTDV) الاختبارات.

## مناورات تدريبية
تشارك القوات المسلحة الهندية بفروعها المختلفة في العديد من المناورات العسكرية التدريبية لرفع مستوى الإستعداد القتالي وكفاءة القوات ومنها:
- مناورات إندرا
- مناورات القبضة الحديدية (الهند)
- مناورات النصر الكامل
- مناورات ريمباك
- مناورات فارونا
- مناورات مليبار
- مناورات نسيم البحر (عمان - الهند)
- مناورات يدا بيد

## برنامج الدفاع الصاروخي

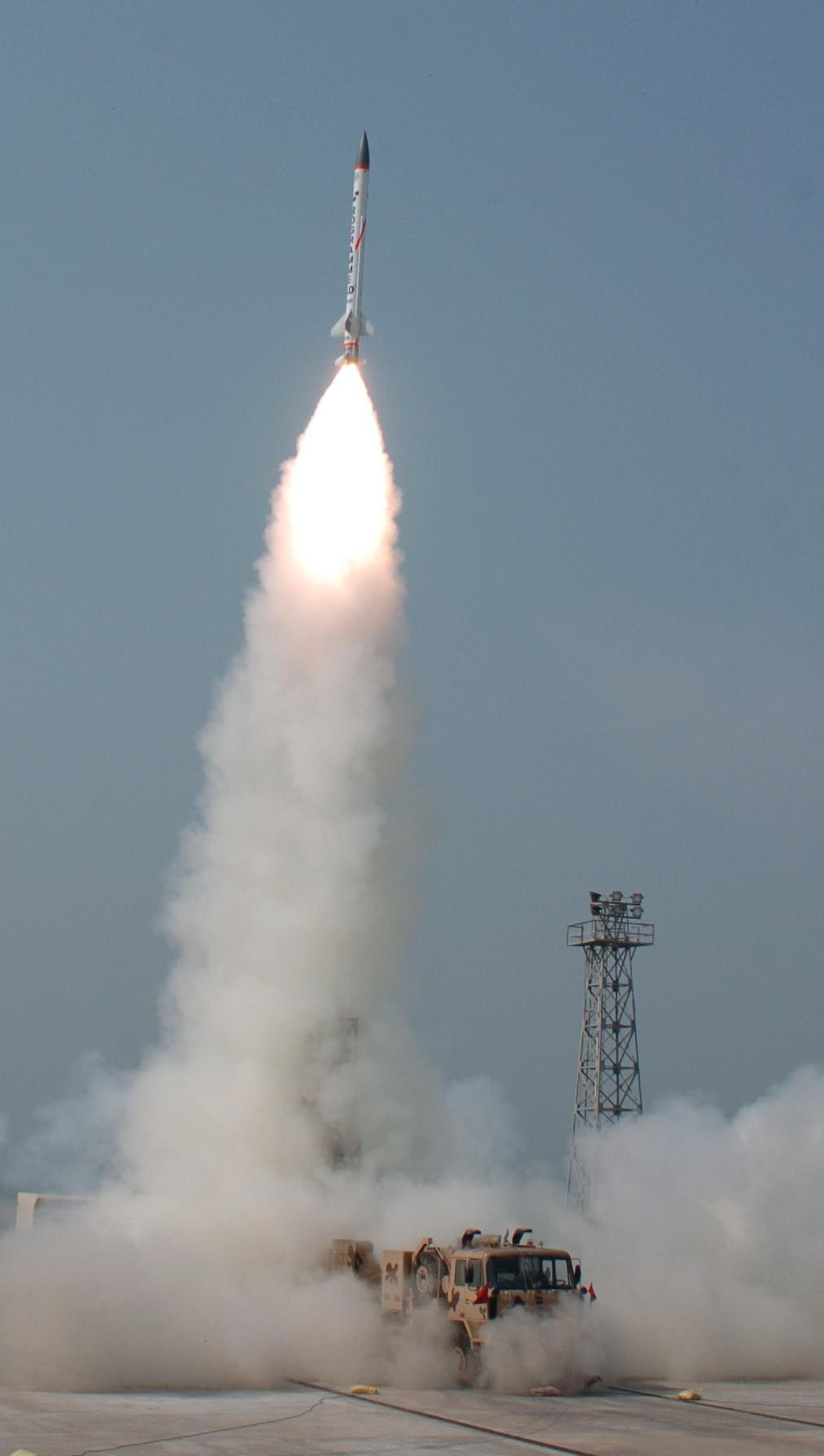
إطلاق المتقدم من الدفاع الجوي (AAD) صاروخ.

برنامج الدفاع الهندي صواريخ البالستية هي مبادرة لتطوير ونشر نظام الدفاع الصاروخي الباليستي متعدد الطبقات لحماية الهند من هجمات صاروخية. وهو نظام مزدوج المتدرج تتكون من اثنين من الصواريخ الاعتراضية، وهي بريثفي الدفاع الجوي (PAD) صواريخ لاعتراض عالية الارتفاع، والدفاع الجوي المتقدمة (AAD) الصاروخي لأدنى اعتراض الارتفاع.
تم اختبار م في نوفمبر تشرين الثاني عام 2006، تليها مكافحة الإغراق في ديسمبر 2007. وفي 26 يوليو 2010، كان AAD بنجاح اختبار تطلق من نطاق الاختبار المتكامل (ITR) في جزيرة ويلر قبالة الساحل الشرقي للاوريسا. يوم 6 مايو عام 2012، ثم أكد رئيس منظمة تطوير الابحاث الدفاعية الدكتور كيه ساراسوات أن المرحلة-I كاملة ويمكن نشرها لحماية اثنين من المدن الهندية في وقت قصير. وأضاف أن المرحلة-I تعادل PAC-3 النظام. نيودلهي، العاصمة الوطنية، ومومباي، تم اختيارها لالبالستية درع الدفاع الصاروخي. بعد التنفيذ الناجح في دلهي ومومباي، سيتم استخدام هذا النظام لتغطية المدن الرئيسية الأخرى في البلاد. مع هذا التطور، والهند الانضمام إلى مجموعة مختارة من الدول (الولايات المتحدة وروسيا وبريطانيا وفرنسا والصين وإسرائيل واليابان وتايوان) قادرة على تطوير وإيفاد هذا الدرع الصاروخي. في أبريل عام 2014، أجريت تجربة أخرى تنطوي على صواريخ اعتراضية-إكسو في الغلاف الجوي.

## الاستخبارات العسكرية
وكالة استخبارات الدفاع (DIA) هي المنظمة المسؤولة عن تقديم وتنسيق الاستخبارات للقوات المسلحة الهندية. تم إنشاؤه في مارس 2002، ويدار داخل وزارة الدفاع الاتحادية. ويرأس من قبل المدير العام الذي يشغل أيضا منصب المستشار الرئيسي لوزير الدفاع ورئيس أركان الدفاع.
تقليديا، وقد تم تنفيذ الجزء الأكبر من العمل الاستخباري في الهند من قبل جناح البحث والتحليل الهندي (R & AW) ومكتب المخابرات (IB). مختلف مديريات أجهزة المخابرات وهي تشارك مديرية الاستخبارات العسكرية (DMI)، مديرية المخابرات الجوية (DAI)، مديرية الاستخبارات البحرية (مدير الاستخبارات الوطنية) وبعض الوكالات الأخرى أيضا ولكن نشاطهم أصغر بالمقارنة. وتتكون من R & AW وكالات IB إلى حد كبير من المدنيين. غالبا ما يتم انتداب الأفراد العسكريين لهذه الوكالات، لكن نص القانون والمخاوف من الإنكار لحد من استخدام خدمة الضباط العسكريين في بعض أنواع النشاط (خصوصا جمع والعمل). منذ فترة طويلة ودعا إلى إنشاء وكالة المخابرات تنسيق الاستخبارات الأسلحة من الخدمات العسكرية الثلاث لكبار ضباط الجيش الهندي. وأوصى رسميا من قبل المجموعة مجلس الوزراء، برئاسة ثم نائب رئيس وزراء الهند. حققت مجموعة من الوزراء الهفوات الاستخباراتية التي وقعت خلال حرب كارجيل، وأوصت بإجراء إصلاح شامل وكالات الاستخبارات الهندية. تم إنشاؤه وكالة استخبارات الدفاع، وأصبح التشغيل في مارس 2002. وكجزء من التوسع التعاون الثنائي على جمع المعلومات الاستخباراتية ومكافحة الإرهاب، قدم الجيش الأميركي أيضا المشورة لضباط الجيش الهندي على إنشاء مطار دبي الدولي.
DIA ديه السيطرة على الأصول زارة الدفاع الفنية الثمينة الاستخبارات - مركز تحليل (DIPAC) مديرية استخبارات الإشارات ومعالجة الصور والدفاع. في حين أن مديرية الإشارات هي المسؤولة عن اكتساب وفك شفرة الاتصالات العدو، وDIPAC تسيطر قدرات اكتساب صورة الهند الساتلية. تسيطر على DIA أيضا معلومات وكالة الحروب الدفاع (ديوا) الذي يعالج جميع عناصر ذخيرة حرب المعلومات، بما في ذلك العمليات النفسية والحرب السيبرانية، اعتراض الإلكترونية ورصد الموجات الصوتية.

## حفظ السلام، ومكافحة القرصنة، وبعثات الاستكشاف

### حفظ السلام للأمم المتحدة
وكانت الهند أكبر مساهم بقوات في بعثات الأمم المتحدة منذ تأسيسها. وحتى الآن وقد اتخذت الهند تشارك في 43 بعثات حفظ السلام بمساهمة إجمالية تزيد على 160,000 جندي، وعدد كبير من أفراد الشرطة بعد أن تم نشر. ديها. حتى الهند الآن، قدمت إحدى المستشار العسكري (الجنرال ر. ك ميهتا)، مستشار الشرطة احدة (السيدة كيران بيدي)، واحدة نائب المستشار العسكري (الجنرال جوها أبهيجيت)، و 14 سلاح القادة والعديد من مفوضي الشرطة في مختلف بعثات الأمم المتحدة. وقد ساهم أيضا ضباط الجيش الهندي سيدة كما المراقبين العسكريين وضباط الأركان على حدة منها تشكل جزءا من الوحدات الطبية التي يتم نشرها في بعثات الأمم المتحدة. أول كل النساء الطارئة في بعثة حفظ السلام، وحدة شرطة من الهند، التي تم نشرها عام 2007 في عملية الأمم المتحدة في ليبريا. إنه عانى أيضا مقتل جندي 127 في حين العاملين في بعثات حفظ السلام. الهند أيضا قدمت فرقة الجيش تنفيذ عملية حفظ السلام في سري لانكا بين عامي 1987 و 1990 قوات حفظ السلام الهندية في نوفمبر تشرين الثاني عام 1988، ساعدت الهند أيضا استعادة حكومة مأمون عبد القيوم في جزر المالديف في إطار عملية الصبار. اعتبارا من يونيو 2013، حوالي 8000 يتم نشر قوات حفظ السلام الهندية، رجالا ونساء، في تسع بعثات، بما في الكونغو، وجنوب السودان، وليبيريا، والاشتباك، وهايتي ولبنان وأبيي وقبرص وكوت ديفوار دي.

### مهمة لمكافحة القرصنة
الهند تسعى لزيادة القوة البحرية في خليج عدن قبل نشر أكبر INS ميسور للقيام بدوريات في المنطقة. كما أضاف الصومال الهند على قائمة الدول، بما فيها الولايات المتحدة وفرنسا، الذين يسمح بدخول مياهها الإقليمية، وتمتد حتى 12 ميلا بحريا (22 كلم و 14 ميل) من الساحل، في محاولة للتحقق القرصنة. وأكد مسؤول في البحرية الهندية استلام بريد إلكتروني الانضمام إلى حق الهند لتحقق مثل هذه القرصنة. واضاف «اننا قد طرح طلب قبل الحكومة الصومالية للعب دور أكبر في قمع القرصنة في خليج عدن في ضوء قرار الأمم المتحدة. ومنحت الحكومة الاتحادية الانتقالية إيماءة في الآونة الأخيرة». وفي نوفمبر 2008، هندي دمرت القوات البحرية سفينة حربية يشتبه سفينة القراصنة الصوماليين بعد أن تعرضت لهجوم في خليج عدن. في تقرير بشأن الصومال المقدم إلى مجلس الأمن، قال الأمين العام للأمم المتحدة بان كي مون «إنني أرحب بقرار حكومتي الهند والاتحاد الروسي للتعاون مع الحكومة الاتحادية الانتقالية في الصومال لمكافحة القرصنة والسطو المسلح ضد السفن». وأعربت الهند أيضا الاعتبار لنشر ما يصل إلى أربعة سفن حربية أخرى في المنطقة في 2010-09-06، فريق الكراك من الكوماندوس البحرية الهندية (ماركوس) استقل MV النتوء Arnav وتغلب مهاجمة القراصنة - سبعة المدججين بالسلاح الصوماليين واحدة اليمني الوطني. كجزء من الاستجابة الهندية لخطر القرصنة في المنطقة، وقد رافق القوات البحرية الهندية أكثر من 1,200 السفن حتى الآن.

### عمليات الإغاثة من سلاح الجو الهندي
يوفر سلاح الجو الهندي عملية الإغاثة العادية للأغذية ومنشأة طبية في جميع أنحاء العالم عن طريق الطائرات حمولتها أبرزها اليوشن ايل-76. وكانت عملية الإغاثة الأخيرة من جبهة العمل الإسلامي في قيرغيزستان. وخلال الفيضانات اداخ عام 2010، قام اثنان اليوشن ايل-76 وأربع طائرات من طراز أنتونوف-32 من سلاح الجو الهندي 30 طنا من الحمولة، والتي تشمل 125 الإنقاذ والإغاثة الموظفين والأدوية ومولدات الكهرباء والخيام والمحمولة أجهزة الأشعة السينية ومعدات الإنقاذ في حالات الطوارئ. وقد ضغطت طائرة هليكوبتر من طراز MI-17 وطائرة هليكوبتر الفهد لزيادة فعالية عمليات الإنقاذ. خلال 2013 Uttrakhand الفيضانات، أثبتت القوات المسلحة الهندية الشجاعة البطولية في عمليات الإنقاذ. بحلول 21 يونيو حزيران عام 2013، كان الجيش قد نشر 10,000 جندي و 11 طائرة هليكوبتر، وكان سلاح البحرية أرسلت 45 الغواصين البحرية، وأن سلاح الجو نشر 43 طائرة منها 36 طائرة هليكوبتر. من 17 يونيو - 30 يونيو عام 2013، جوا جبهة العمل الإسلامي ما مجموعه 18424 شخص - الطيران ما مجموعه 2137 طلعة جوية وإسقاط / هبوط مجموعه 3,36,930 كيلوغرام من المواد والمعدات الإغاثة.

### جهود سلاح الجو الهندي في دراسة الكسوف
قام سلاح الجو الهندي بنجاح طلعة جوية لمساعدة العلماء الهنود دراسة كسوف كلي للشمس التي جرت في 23 تموز 2010. تم نقل مهمتين منفصلتين من اغرا وجواليور على طول مسار ظل القمر، وهي المهمة التي كانت تعتبر ناجحة بشكل كبير من قبل العلماء المرتبطة التجربة. بينما تحمل طائرة النقل AN-32 المعدات العلمية والكاميرات والعلماء أن أقلعت من اغرا سقطت مرة أخرى بعد رحلة استغرقت ثلاث ساعات، مدرب ميراج 2000 من جواليور استغرق صورا رائعة للمشهد سماوي من 40,000 قدم. مع الطقس يجري واضح في مثل هذه الارتفاعات وإحداثيات المخطط من قبل طياري سلاح الجو الهندي، كانوا قادرين على إنجاز المهمة بنجاح كل من AN-32 وميراج 2000 الطيارين.

### التنقيب البحرية الهندية
البحرية الهندية تجري بانتظام حملات المغامرة. بدأت السفينة تبحر السفينة والتدريب INS Tarangini الدوران حول العالم في 23 يناير 2003، تنوي تعزيز العلاقات الطيبة مع مختلف الدول الأخرى. عادت إلى الهند في شهر مايو من العام التالي بعد زيارة 36 ميناء في 18 دولة. الملازم مجلس الإنماء والإعمار. ص قاد الحملة الأولى كولي البحرية الهندية الناجحة لجبل ايفرست في عام 1965. فريق آخر البحرية أيضا تحجيم بنجاح ايفرست من على وجه الشمال، والطريق من الناحية الفنية أكثر تحديا. فريق القوات البحرية الهندية تضم 11 عضوا بنجاح رحلة استكشافية إلى القطب المتجمد الشمالي في عام 2006. والهندي البحرية الراية طارت للمرة الأولى في القارة القطبية الجنوبية في عام 1981. وقد نجحت البحرية الهندية في بعثة داكشين الثمن في سعي التي تعبر إلى القطب الجنوبي على الزلاجات في عام 2006. مع هذا الحملة التاريخية، فقد سجل الرقم القياسي لكونه أول فريق العسكري في العالم قد أنجزت بنجاح اجتياز تزلج إلى القطب الجنوبي الجغرافي.

## معرض صور

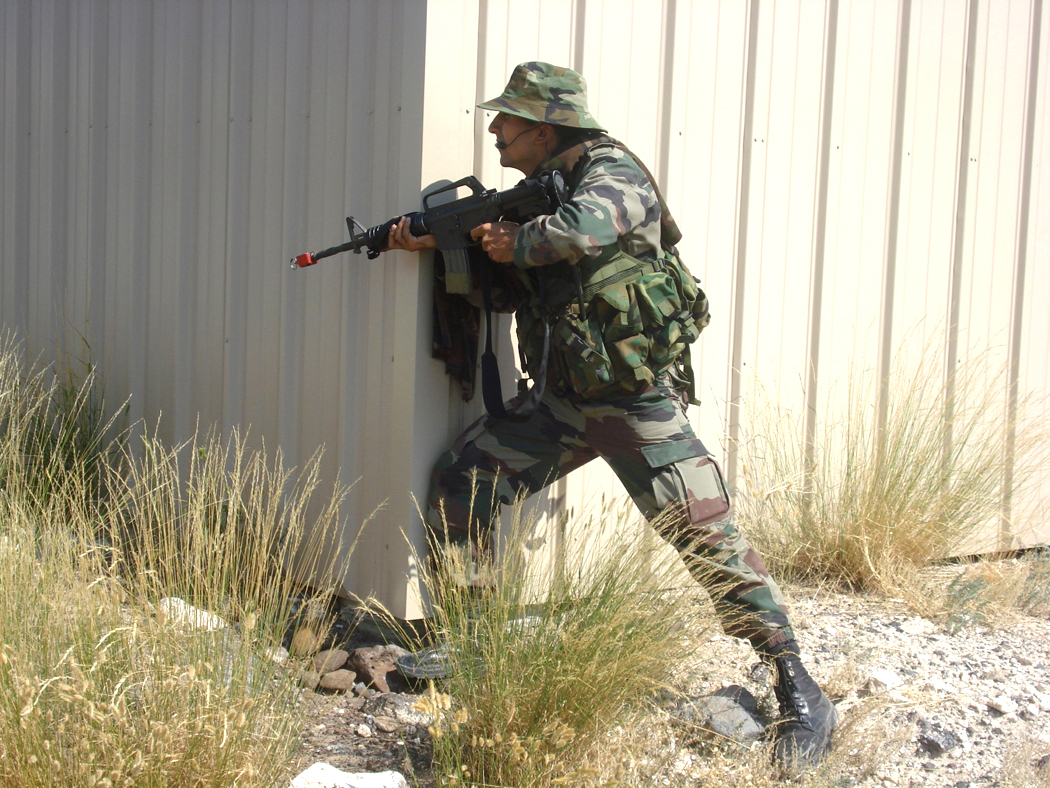
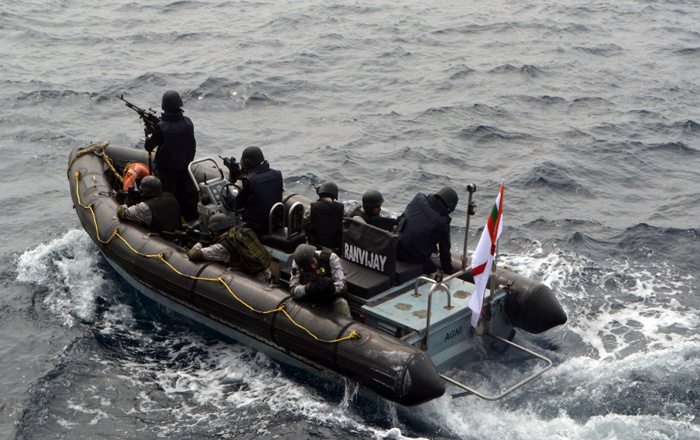
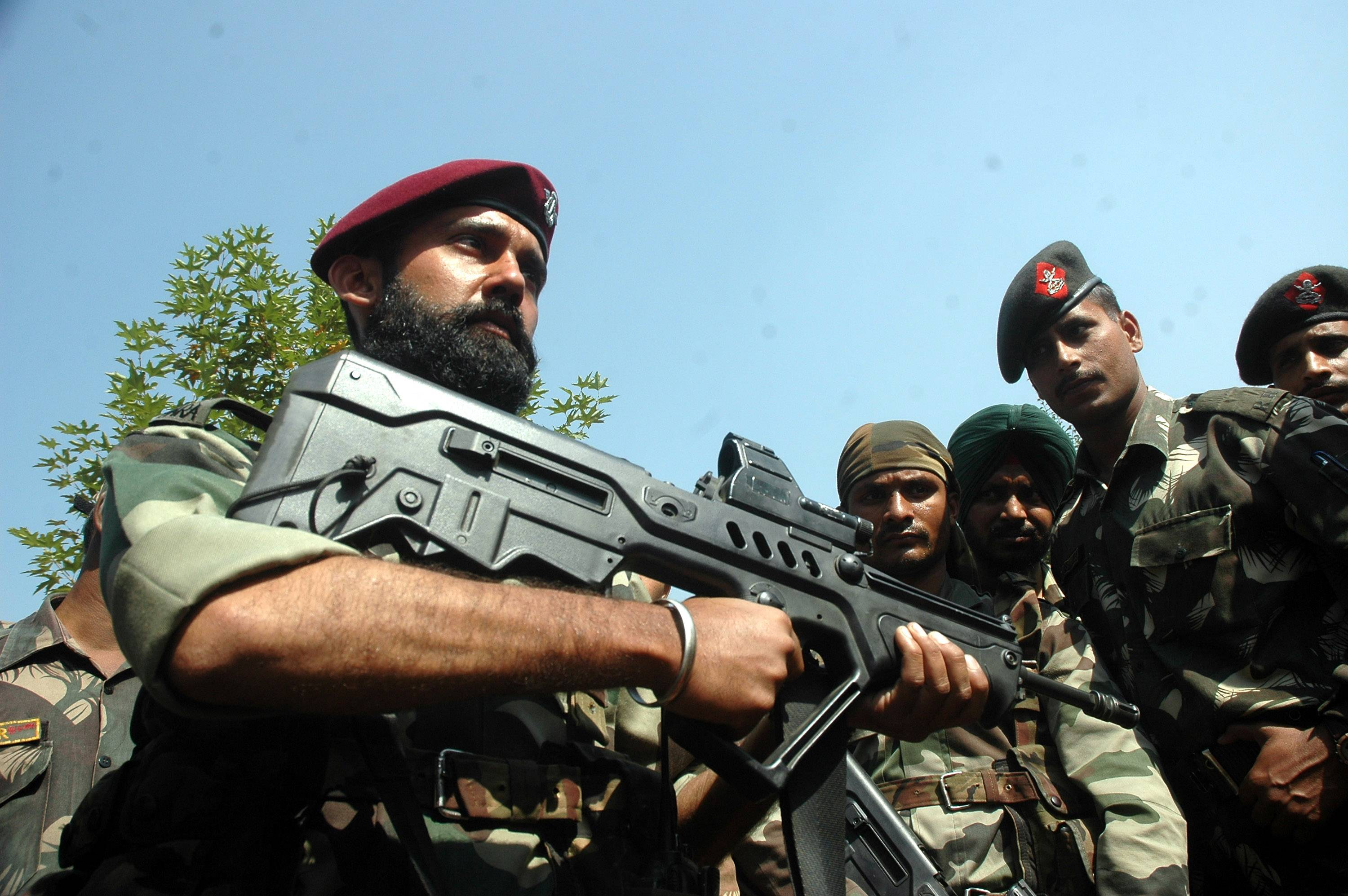

## وصلات خارجية
- Indian Army - Official website
- Indian Air Force Official website
- Indian Navy Official website
- Bharat-Rakshak - Military & Defense News
- xisf.org- Website of XISF Foundation, focussed on welfare of ex-services personnel from Indian Military
- Desi defence showpieces powered by videshi parts
- DRDO India's lumbering dinosaur